# Шевченко, Дмитрий Валерьевич
Дми́трий Вале́рьевич Шевче́нко (укр. Дмитро Валерійович Шевченко; род. 17 июня 1964, Одесса, Одесская область, Украинская ССР, СССР) — советский, российский и украинский актёр театра и кино, телеведущий.

## Биография

### Ранние годы
Дмитрий Шевченко родился 17 июня 1964 года в городе Одессе (Украинская ССР).
В 1986 году окончил инженерно-экономический факультет Одесского политехнического института, участвовал в первой команде «Одесские джентльмены» «Клуба весёлых и находчивых» (КВН).
В 1990 году окончил Ленинградский государственный институт театра, музыки и кинематографии имени Н. К. Черкасова (ЛГИТМиК) (руководитель курса — Ефим Михайлович Падве) по специальности «актёр драматического театра и кино».

### Карьера
С 1991 по 1992 годы сотрудничал с независимым проектом «Содружество актёров Санкт-Петербурга».
С 1992 по 1997 годы работал в Российском государственном академическом театре драмы имени А. С. Пушкина (Александринском) в Санкт-Петербурге.
С 1997 года живёт в Москве.
В 2003 году участвовал в программе «Слабое звено».
В 2012 году был занят в главной роли (Алексей Александрович Каренин) в спектакле «Каренин» по мотивам романа Л. Н. Толстого «Анна Каренина» режиссёра Виестурса Мейкшанса на сцене Московского Художественного театра имени А. П. Чехова.

### Личная жизнь
Первая жена — Александра. Познакомились в Одессе, детей в семье не было.
Актёр состоял в отношениях с актрисой Марией Шалаевой. В 2005 году у пары родился сын Нестор.

## Творчество

### Театр
Российский государственный академический театр драмы имени А. С. Пушкина (Александринский) (Санкт-Петербург)
- «Игра в фанты» (Н. Коляда) — Никита (молодёжный театр на Фонтанке), режиссёр Е. М. Падве, 1988 г.
- «Убивец» (Ф. Достоевский) — Порфирий Петрович (молодёжный театр на Фонтанке), реж. Е. М. Падве, 1989 г.
- «Соловей» (Х. К. Андерсен) — Смерть (стажёрский курс ЛГИТМиК имени Н. К. Черкасова), реж. А. Ванин, 1990 г.
- «В исправительной колонии» (Ф. Кафка) — Приезжий (Содружество актёров Санкт-Петербурга), реж. С. Концович, 1991 г.
- «Кольцо и роза» (У. Теккерей) — Король Заграбастал (Содружество актёров Санкт-Петербурга), реж. Е. Чёрная, 1992 г.

Антреприза В. Дубовицкого (Москва)
- «Отелло» (У. Шекспир) — Родриго, реж. Горяев
- «Платонов» (А. Чехов) — Яша, реж. С. Миляева
- «Три сестры» (А. Чехов) — подпоручик Роде, реж. Горяев
- «Горя бояться — счастья не видать» (Рацер и Константинов) — Заморский принц, реж. Райхштейн
- «Божественная Джулиана» (по новелле г. Джеймса «Письма Асперна») — Герой (гл. роль), реж. Е. Чёрная
- «Зимняя сказка» (У. Шекспир) — Архидам (гл. роль), реж. А. Смеляков
- «Бедность — не порок» (А. Островский) — Митенька (гл. роль), реж. Е. Чёрная

Московский Художественный театр имени А. П. Чехова
- 2012 — «Каренин», трагикомедия по мотивам романа Л. Н. Толстого «Анна Каренина» (режиссёр — Виестурс Мейкшанс; премьера — 4 февраля 2012 года) — Алексей Александрович Каренин, муж Анны[1]

### Фильмография
- 1986 — Всего один поворот — моряк (эпизод)
- 1989 — Двадцать минут с ангелом — Угаров, командированный экспедитор
- 1992 — Комедия строгого режима — зек-библиотекарь
- 1993 — Цинковые мальчики — Андрей
- 1998 — Му-му — Степан
- 1998 — Репетиция с Арнольдом — Николай
- 1999-2001 — День рождения Буржуя — Артур, сутенёр
- 1999 — Операция «Самум» (Польша) — Панаев, инженер, российский агент в Ираке
- 1999 — Директория смерти (серия № 9 «Ход ферзём») — Эдуард
- 1999 — Чек — водитель
- 1999 — Конец века — Линдер, доктор
- 2000 — Афинские вечера — Антон Гольденвейзер, пианист
- 2000 — Марш Турецкого (фильм № 3 «Опасно для жизни») — Виктор Фрязин, капитан, сотрудник отдела по борьбе с незаконным оборотом наркотиков
- 2000 — Остановка по требованию — Земцов
- 2001 — Доказательство жизни (США) — русский сержант
- 2001 — Особый случай — Николай, оператор
- 2001 — Семейные тайны — Геннадий Трухачёв, психиатр
- 2001 — Сыщики (фильм № 9 «Гончие по кровавому следу») — Герман Дудкин
- 2002 — Дорога — Вадим
- 2002 — Щит Минервы — Влад, писатель
- 2002 — Пер-р-рвокурсница — Гирин, преподаватель
- 2002 — Критическое состояние — Ващук, прапорщик
- 2003 — Русские в городе ангелов — Аркадий, наёмный убийца
- 2003 — Даша Васильева. Любительница частного сыска (фильм № 3 «Дантисты тоже плачут») — Казимир Новицкий, художник
- 2003 — Бедная Настя — Карл Модестович Шуллер, управляющий в поместье Корфа
- 2003 — Варвар (США) — Кристо
- 2004 — Маша — Дмитрий
- 2004 — Звездочёт — Жерар Броньё
- 2004 — Лола и Маркиз — «Маркиз»
- 2005 — Свадьба Барби — Маркелов, следователь
- 2005 — Двенадцать стульев — Илья Ильф
- 2005 — Бой с тенью — Нечаев, полковник
- 2005 — Гибель империи (серия № 9 «Лето в Киеве») — Павел Семченко, эсер
- 2005 — Казароза — Даневич
- 2005 — Дура — Михаил Дёмин, артист театра
- 2006 — Девочка с севера — Сергей Валентинович Бобров, продюсер
- 2006 — Провинциальные страсти — Терещенко, следователь прокуратуры
- 2006 — Первый дома — продавец
- 2006 — Смерть по завещанию — Максим Павлович Воронов, бизнесмен
- 2006 — Связь — Никита, муж Нины
- 2007 — Бой с тенью 2: Реванш — Нечаев, полковник
- 2007 — Предел желаний — Марлен Бирюков, скульптор
- 2007 — Комната потерянных игрушек — Сергей Турин, журналист
- 2007 — Частный заказ — Питбуль
- 2007 — Нас не догонишь — Семён, охранник в женской колонии
- 2008 — Короли игры — Максим Алексеевич Красин
- 2009 — Семь жён одного холостяка — Геннадий Вершинин, дальнобойщик
- 2009 — Грязная работа (фильм № 7 «Дело писателя») — Виктор Винеев, писатель
- 2009 — Тесные врата — Илья Громов, партнёр Петра по бизнесу
- 2010 — Холодное сердце — Андрей Евгеньевич Морозов, хирург
- 2011 — Бой с тенью 3: Последний раунд — Нечаев, полковник
- 2011 — На всю жизнь — Леонид Борисович Замятин, поверенный в делах Станислава Вольного
- 2012 — Соловей-разбойник — менеджер казино
- 2012 — Афродиты— Максим Др
- 2012 — Средство от смерти — Анатолий Михайлович Артемьев, майор
- 2012 — Предчувствие — Игорь Петрович Карташов, майор
- 2012 — Праздник взаперти — Алексей Михайлович Котиков, полковник полиции
- 2013 — Ночная фиалка — Павел Александрович Тулин, отец Александра
- 2013 — Две зимы и три лета — Пётр Житов
- 2014—2022 — Мажор — Андрей Васильевич Пряников, подполковник полиции, начальник 19 отдела полиции, частный детектив
- 2014 — Красотки — Виктор Николаевич Воронин, депутат
- 2014 — Саранча — Игорь Яковлевич Гуревич, издатель
- 2014 — Барс и Лялька — Олег Шувалов, актёр
- 2015 — Батальонъ — Пётр Александрович Половцев, генерал-майор
- 2015 — Лучше не бывает — Андрей Чернов
- 2015 — Петля Нестерова — Владимир Зимин, полковник КГБ
- 2017 — Неисправимые — Поляков
- 2017 — Следствие ведёт Иннокентий Лисичкин — Виктор Шишкин, сотрудник Следственного комитета
- 2017 — Серебряный бор — Леонид Николаевич Ермаков
- 2018 — Благими намерениями — Дмитрий Николаевич Фёдоров, полковник, начальник подразделения МЧС, муж Анны Петровны, отец Дарьи, дед Александра
- 2018 — Топор — Пётр Алёшин, комбриг
- 2019 — Будь что будет — Андрей Сергеевич Логинов, бизнесмен
- 2019 — Подлежит уничтожению — Сергей Александрович Тягачёв, майор контрразведки НКВД
- 2019 — По разным берегам — Дмитрий Александрович Самойлов, фермер
- 2020 — Без тебя — Леонид Андреевич Туманов, майор полиции, отец Антона
- 2021 — Провинциал — Кудыма, майор полиции, главная роль
- 2021 — Источник — Сутягин
- 2021 — Топор. 1943 — Пётр Алёшин, комдив
- 2022 — Закрыть гештальт ― Шалин